# Henry How
Henry How (* 11. Juli 1828 in London; † 27. September 1879 in Windsor) war ein kanadischer Chemiker, Geologe und Mineraloge. 
1847 wurde How Mitarbeiter von August Wilhelm von Hofmann am Laboratorium des Royal College in London. Später war er Professor an der University of King’s College in Nova Scotia. 1864 entdeckte er in Nova Scotia das Mineral Mordenit. Im gleichen Jahr entdeckte er das nach ihm benannte Mineral Howlith.

## Veröffentlichungen
- Contributions to the Mineralogy of Nova Scotia. 1868–78.
- The mineralogy of Nova Scotia : a report to the provincial government. 1869.
- On a water from the coal measures at Westville, Nova Scotia. 1871.
- On two coals from Cape Breton, their cokes and ashes, with some comparative analyses. 1874.